# 不伦之恋
《不伦之恋》（英語：In the Bedroom）是托德·菲尔德自编自导自制的伦理片，主演汤姆·威尔金森、西席·斯贝西克、玛丽莎·托梅。

## 剧情
美国缅因州的医生马特·福勒和妻子鲁思·福勒（教师）生了一个男孩：弗兰克。夏天来了，暑假到了，弗兰克和“娜塔莉”却热恋了，娜塔莉是一个有2个孩子的单身母亲，娜塔莉的前夫理查德得知前妻和十几岁小伙子热恋之后，杀害了弗兰克，结果自己被投入监狱，一个美满幸福的家庭从此崩溃了，弗兰克的父亲以酗酒度过余生，他的母亲为了给儿子报仇，在理查德出监狱的那一天，决心把他送入地狱。

## 演出
| 演员          | 角色        | 备注 |
| 汤姆·威尔金森 | 马特·福勒   |      |
| 西席·斯贝西克 | 鲁思·福勒   |      |
| 玛丽莎·托梅   | 娜塔莉      |      |
| 尼克·斯塔尔   | 弗兰克·富勒 |      |
| 威廉姆·麦普瑟 | 理查德      |      |
| 克里娅·文森特 | 凯蒂        |      |

## 評價
该片荣膺多项美国影评人协会的大奖。

## 外部連結
- 官方网站
- 互联网电影数据库（IMDb）上《不伦之恋》的资料（英文）
- Metacritic上《不伦之恋》的資料（英文）
- AllMovie上《不伦之恋》的资料（英文）
- 爛番茄上《不伦之恋》的資料（英文）
- Box Office Mojo上《不伦之恋》的資料（英文）
- TCM电影资料库上《不伦之恋》的资料（英文）
- 開眼電影網上《不伦之恋》的資料（繁體中文）
- 豆瓣电影上《不伦之恋》的資料 （简体中文）
- 时光网上《不伦之恋》的資料（简体中文）